# West Lutton
West Lutton – wieś w Anglii, w hrabstwie North Yorkshire, w dystrykcie (unitary authority) North Yorkshire. Leży 40 km na północny wschód od miasta York i 294 km na północ od Londynu.